# Harry Edge
Harry Edge (1 de marzo de 1994 en Tauranga) es un futbolista neozelandés que juega como mediocampista en el Auckland City de la Stirling Sports Premiership Su hermano Jesse también es futbolista.

## Carrera
Debutó en 2011 en el Waikato FC. En 2013 pasó a las inferiores del Central Coast Mariners, aunque en seis meses regresaría a Nueva Zelanda para jugar en el Hawke's Bay United. En 2014 se mudó a los Países Bajos para jugar en el PEC Zwolle Sub-21, para recalar en el University of Pretoria sudafricano en 2015. Regresó a Nueva Zelanda en 2016 para integrarse al Auckland City.

### Clubes
| Club                          | País          | Año             |
| ----------------------------- | ------------- | --------------- |
| Waikato Football Club         | Nueva Zelanda | 2011 - 2012     |
| Central Coast Mariners Sub-21 | Australia     | 2013            |
| Hawke's Bay United            | Nueva Zelanda | 2014            |
| PEC Zwolle Sub-21             | Países Bajos  | 2014 - 2015     |
| University of Pretoria        | Sudáfrica     | 2015 - 2016     |
| Auckland City Football Club   | Nueva Zelanda | 2016 - Presente |